# Praia dos Pescadores
Praia dos Pescadores
A Praia dos Pescadores é uma praia situada em Albufeira, Portugal.
Situada na zona urbana, serve a lota e seus pescadores - é, por isso, normal encontrar todos os instrumentos necessários à faina espalhados pelo chão. A água é de boa qualidade e as infraestruturas têm melhorado nos últimos anos.
No verão a temperatura da água ronda os 22°C.
É muito frequentada no verão por turistas de várias nacionalidades europeias, entre os quais britânicos. É habitual, na passagem de ano, que esta praia seja palco de concertos e festas.